# Sekretne światło
Sekretne światło (hangul: 밀양; hancha: 密陽; MOCT: Miryang) – południowokoreański dramat filmowy z 2007 roku w reżyserii Lee Chang-donga.

## Fabuła
Młoda wdowa Shin-ae (Jeon Do-yeon) razem z synem przenosi się z Seulu do Miryang, do domu należącego do jej nieżyjącego małżonka. Stara się pozbierać po utracie męża i zacząć wszystko od początku.

## Obsada
- Jeon Do-yeon jako Lee Shin-ae
- Song Kang-ho jako Kim Jong-chan
- Jo Yeong-jin jako Park Do-seop
- Kim Yeong-jae jako Lee Min-ki
- Kim Mi-kyung jako właścicielka butiku
- Ko Seo-hie
- Park Myeong-shin
- Seon Jung-yeop jako Jun

## Nagrody
- Nagroda dla najlepszej aktorki na 60. MFF w Cannes – Jeon Do-yeon